# ジェフ・ダン
ジェフ・ダン （Geoff Dunn、1961年2月26日 - ）は、イギリスのドラマー。本名は、ジェフリー・エドウィン・ダン（Geoffrey Edwin Dunn）。首都ロンドン出身。

## 略歴
ジェフ・ダンは、1961年、ロンドン中央部のクラップハムに生まれた。
2002年から2007年まで、ロックバンドマンフレッド・マンズ・アース・バンドでドラマーを受け持った。マンフレッド・マンズ・アース・バンドに入る前の長い経歴には、ヴァン・モリソンと演奏やレコーディングを共にしていた期間が含まれている。アルバム『トゥー・ロング・イン・イグザイル』（Too Long In Exile）、『ナイト・イン・サンフランシスコ』（A Night in San Francisco）、『デイズ・ライク・ディス』（Days Like This）、『ヒーリング・ゲーム』（The Healing Game）で演奏している。
2006年秋よりプロコル・ハルムのツアーに参加し、ライヴアルバム『ワン・アイ・トゥ・ザ・フューチャー - ライヴ・イン・イタリー 2007』に登場している。